# Petre Varain
Petre Varain este un personaj fictiv din cărțile lui Pavel Coruț, introdus în anul 1991, în romanul Quinta spartă, primul din seria de cărți reunite în seria Octogon-ului.

## Prezentare
Personajul Varain ajunge să fie inițiat în misterele Daciei de dinainte de cucerirea romană, implicit să intre în legătură cu "Dumnezeul strămoșilor". Acest lucru îi conferă puteri incredibile: telepatie, clarviziune, telekinezie, teleportare. Inițierea a fost făcută de către generalul Radu Boureanu, "Bătrânul", personaj aflat în slujba țării încă de pe vremea Siguranței și recuperat de Securitatea patrioată din închisoarea Aiud.
Între Petre Varain și Radu Boureanu au loc discuții lămuritoare, dintre citatele următoare sunt semnificative pentru caracterizarea personajelor din seria Octogon-ul, "Ideologia este un narcotic pentru drogarea maselor din orice țară [...] Puterea adevărată stă în bani și în informație." și "Tăria poporului nostru constă în [...] întoarcerea la rădăcina străbună."

## Stilul personajului
Narațiunea lui Pavel Coruț, referitoare la personajul Varain, este liniară, la persoana întâi.  Discursul este economic, frazele fiind formate din cel mult trei propoziții; romanele în care apare personajul au foarte mult dialog, multă observație directă și doar ceva introspecție.